# Mathias Adjovi
Mathias Jonas Mäx-Adjovi, född 11 maj 1977 i Österhaninge, är en svensk före detta handbollsspelare, vänsternia.
Adjovi började spela handboll i Handens SK och kom via Tyresö IF till Elitserieklubben HK Drott inför säsongen 1995/1996. Han spelade fem säsonger i klubben, under vilka han bland annat vann SM-guld säsongen 1998/1999, innan han flyttade vidare till danska AaB Håndbold. Via Stockholmsklubbarna Djurgårdens IF och Hammarby IF kom han tillbaka till Drott inför säsongen 2005/2006. Han gjorde sitt 1000:e mål i Elitserien 4 december 2006 mot IF Guif. Efter säsongen 2008/2009 avslutade han karriären.
Adjovi gjorde även 14 landskamper och 22 mål för Sverige herrlandslag.